# Pont de Mezzocammino
Le pont de Mezzocammino est une infrastructure qui permet de traverser la déviation du Tibre à Rome. Il a été réalisé près de Spinaceto, dans le Municipio XII, entre 1943 et 1951.

## La déviation du Tibre
De sa légendaire fondation à l'heure actuelle, Rome a dû toujours faire face aux inondations du Tibre, qui de tous temps ont créé de sérieux problèmes à la Ville. Les rues de la ville ancienne sont couverts de pierres tombales qui rappellent les dates des inondations et du niveau atteint par les eaux. Ces inondations sont dues à la faible pente du lit de la rivière (Rome est située à seulement environ 12 mètres au-dessus du niveau de la mer), à la présence de ruines de bâtiments et de ponts effondrés dans la rivière, de bateaux et d'usines coulés dans le Tibre, ce qui a contribué à faire des digues dans la rivière, la rendant plus apte à déborder facilement. Les solutions pour surmonter ce fléau ont été différentes ; Trajan avait commencer à creuser un canal dans l'embouchure du Tibre, qui, en plus de servir le port, permettait d'augmenter l'écoulement de l'eau vers la mer. Les papes reprirent les travaux de barrage, mais modestement, jusqu'à ce qu'à la seconde moitié du XIXe siècle, il soit décidé la construction de hauts murs de soutènement en pierre, dont la construction a duré pendant cinquante ans, jusqu'en 1926. Ces quais, tout en détruisant le pittoresque paysage de la rivière de Rome, ont sauvé la zone centrale de la ville des inondations, mais restait le problème des campagnes. Afin d'accélérer l'écoulement de l'eau vers l'embouchure, on a pensé à une rectification du lit du fleuve, dans la localité de Spinaceto, où la rivière suit une boucle de 2 750 mètres, par le meulage, le bétonnage et la construction d'un chenal navigable avec une largeur de 75 mètres, profond de 150 mètres, ce qui raccourcit le cours du Tibre à de 1 290 mètres en ligne droite.

## Le pont
L'accumulation de projets (l'idroscalo, la déviation et l'exposition), stimule l'intérêt de nombreuses entreprises privées qui commencent à présenter des études et des projets. Le plan commence à prendre forme en 1936 et est développé par le Ministère des travaux publics et par le bureau central de l'état de l'aviation avec la collaboration du bureau spécial des ingénieurs civils. Le projet du pont de Mezzocammino est réalisé en 1938, après l'arrêt des travaux du pont de l'armée de l'air, un barrage sur la rivière équipé d'une route carrossable et d'un grand réservoir artificiel pour le décollage et l'atterrissage des hydravions (à partir duquel il tire son nom). Le plan d'ensemble, déjà mis en cause par les conditions défavorables du sous-sol a été abandonné après la désastreuse inondation du Tibre, le 18 décembre 1937, qui a dépassé les estimations calculées sur des bases vieilles de plusieurs siècles.
En 1938, il a été décidé de faire de la déviation du fleuve une priorité, dont la construction a commencé la même année. Le canal a été inauguré par Benito Mussolini, le 12 juin 1940, dans une période où le projet donnera lieu à la base d'hydravion. La commission ministérielle chargée du projet a ensuite complètement abandonné le projet en 1943, lorsque la guerre a changé d'optique.
Les travaux sont relancés la même année pour être à nouveau suspendus en 1944. Repris en 1947, ils sont menés à bien en 1951, lorsque l'ouvrage a été, dans l'intervalle, inclus dans le tracé du Grande Raccordo Anulare. Le nouveau pont de Mezzocammino devient donc une étape par le biais du Tibre pour le G. R. A., d'abord avec une voie dans chaque direction, rejoint plus tard par un nouveau pont, de sorte que les deux voies de chacun peuvent être utilisés pour la conduite normale et les dépassements. Après cet ajout, le pont devient le couloir intérieur, et cette situation est restée jusqu'en 2003, lors de l'extension de l'anneau de la route à trois voies, ce qui le "dégrade" pour servir de voie de jonction entre les rues de la mer et Ostiense. Le pont a 15 travées, en partie construites lorsque la déviation n'avait pas encore été achevée. Il mesure 362,5 mètres de long avec les bases, les fondements sont à 25,7 m en dessous du niveau de la mer, et il est complété par un mur de soutien de 545 mètres d'altitude, sur la rive gauche. À l'origine, la travée centrale est mobile, pour le passage des navires, des grands gréements, et contrôlé à partir d'une cabine de contrôle encore visible aujourd'hui sur la rive gauche.
Compte tenu de l'importance historique de la structure, afin de préserver l'aspect monumental et les techniques constructives, en 2003, le pont a été déclaré monument national.